# Латињано (Пиза)
Латињано је насеље у Италији у округу Пиза, региону Тоскана.
Према процени из 2011. у насељу је живело 775 становника. Насеље се налази на надморској висини од 6 м.